# IF Elfsborg
IF Elfsborg (celým názvem Idrottsföreningen Elfsborg) je fotbalový klub švédské Allsvenskan sídlící ve městě Borås. Byl založen roku 1904. Hřištěm klubu je Borås Arena s kapacitou 17 800 diváků. Klubové barvy jsou žlutá a černá.

## Úspěchy
- 3× vítěz Svenska Cupen (2000/01, 2003, 2013/14)[2]